# ديانا ألين
ديانا ألين (26 يونيو 1904 - 30 يونيو 1980) (بالإنجليزية: Virginia Brown)‏ هي ممثلة أفلام صامتة أمريكية سويدية. ولدت بمدينة غوتلاند، السويد.

## أعمالها

### أفلام
| - فراو (1918) - شون ألس إيفا (1920) - ستيمين (1920) - مان أوند فراو (1920) - هيليوتروب (1920) - الوجه في نافذتك (1920) | - الكنتاكيون (1921) * فقدوا الفيلم - فتح كنعان (1921) - ملكة جمال 139 (1921) * فيلم فقدت - طريق الخادمة (1921) - *ما وراء قوس قزح (1922) | - قسائم الطلاق (1922) - مطلوب رجل (1922) - سالومي (1923) - الإثارة (1923) * فيلم ضائع - القبضات الطائرة (1924) |

## روابط خارجية
صفحة ديانا ألين IMDb 